# Peter McParland
Peter James McParland más conocido como Peter McParland (Newry, County Down, Irlanda del Norte, 25 de abril de 1934-4 de mayo de 2025) y fue un futbolista y entrenador de fútbol norirlandés que se desempeñó como delantero y que militó en diversos clubes de Irlanda del Norte, República de Irlanda, Inglaterra y Estados Unidos.

## Clubes
| Club                    | País              | Año         |
| ----------------------- | ----------------- | ----------- |
| Dundalk FC              | Irlanda           | 1951 - 1952 |
| Aston Villa             | Inglaterra        | 1952 - 1962 |
| Wolverhampton Wanderers | Inglaterra        | 1962 - 1963 |
| Plymouth Argyle         | Inglaterra        | 1963 - 1964 |
| Worcester City          | Inglaterra        | 1964 - 1965 |
| Peterborough United     | Inglaterra        | 1965        |
| Worcester City          | Inglaterra        | 1965 - 1967 |
| Atlanta Chiefs          | Estados Unidos    | 1967 - 1968 |
| Glentoran FC            | Irlanda del Norte | 1968 - 1971 |

## Selección nacional
fue internacional con la Selección de Irlanda del Norte; donde jugó 34 partidos internacionales y anotó 10 goles por dicho seleccionado. Incluso participó con su selección, en 1 Copa Mundial. La única Copa del Mundo en que McParland participó, fue en la edición de Suecia 1958, donde su selección quedó eliminada en los cuartos de final, a manos de la Francia de Just Fontaine. McParland convirtió 5 goles en ese Mundial, y todos los convirtió en la fase de grupos.
| Mundial              | Sede   | Resultado        | Partidos | Goles |
| -------------------- | ------ | ---------------- | -------- | ----- |
| Copa Mundial de 1958 | Suecia | Cuartos de final | 5        | 5     |

## Palmarés

### Como jugador

#### Torneos nacionales
| Título          | Club           | País       | Año     |
| --------------- | -------------- | ---------- | ------- |
| FA Cup          | Aston Villa FC | Inglaterra | 1956-57 |
| Copa de la Liga | Aston Villa FC | Inglaterra | 1960-61 |